# ADMV (canción)
«ADMV» es una canción del cantante colombiano Maluma. Coescrito por Maluma, Stiven Rojas, Vicente Barco y Edgar Barrera, bajo la producción de este último, se lanzó el 23 de abril de 2020 por Sony Music Latin.

## Antecedentes y composición
Maluma declaró que «ADMV» fue escrito durante un viaje a Jamaica. La canción ha sido descrita como una «balada acústica despojada».  Con respecto a su letra, Maluma declaró: «Estoy soltero en este momento, [...] pero por supuesto sueño con [...] cuando envejezca con alguien y viva cosas diferentes». El 18 de mayo de 2020, Maluma lanzó una «versión urbana» de la canción, titulada «ADMV (Versión Urbana)», que incorpora un «ritmo de reguetón».

## Vídeo musical
El video musical dirigido por Nuno Gomes fue lanzado el 23 de abril de 2020. Muestra a Maluma como un anciano irremediablemente enamorado.

## Presentaciones en vivo
Maluma interpretó «ADMV» en el episodio del 30 de abril de 2020 de The Tonight Show Starring Jimmy Fallon.

## Posicionamiento en listas
| Listas (2020)                         | Mejor posición |
| ------------------------------------- | -------------- |
| Argentina (Argentina Hot 100)         | 33             |
| Bolivia (Monitor Latino)              | 12             |
| Chile (Monitor Latino)                | 1              |
| Colombia (National-Report)            | 1              |
| Costa Rica (Monitor Latino)           | 1              |
| El Salvador (Monitor Latino)          | 6              |
| Estados Unidos (Hot Latin Songs)      | 14             |
| Estados Unidos (Latin Airplay)        | 1              |
| Estados Unidos (Latin Pop Songs)      | 1              |
| Guatemala (Monitor Latino)            | 1              |
| Honduras (Monitor Latino)             | 2              |
| México Airplay (Billboard)            | 1              |
| Panamá (Monitor Latino)               | 1              |
| Paraguay (Monitor Latino)             | 1              |
| Puerto Rico (Monitor Latino)          | 2              |
| República Dominicana (Monitor Latino) | 1              |
| Uruguay (Monitor Latino)              | 7              |
| Venezuela (Monitor Latino)            | 5              |

## Certificaciones
| País (organismo certificador) | Certificación | Unidades certificadas |
| ----------------------------- | ------------- | --------------------- |
| España (PROMUSICAE)           | Oro           | 20 000                |
| Estados Unidos (RIAA)         | Oro (latín)   | 30 000                |